# Disa graminifolia
Disa graminifolia là một loài thực vật có hoa trong họ Lan. Loài này được Ker Gawl. ex Spreng. mô tả khoa học đầu tiên năm 1826.

## Hình ảnh

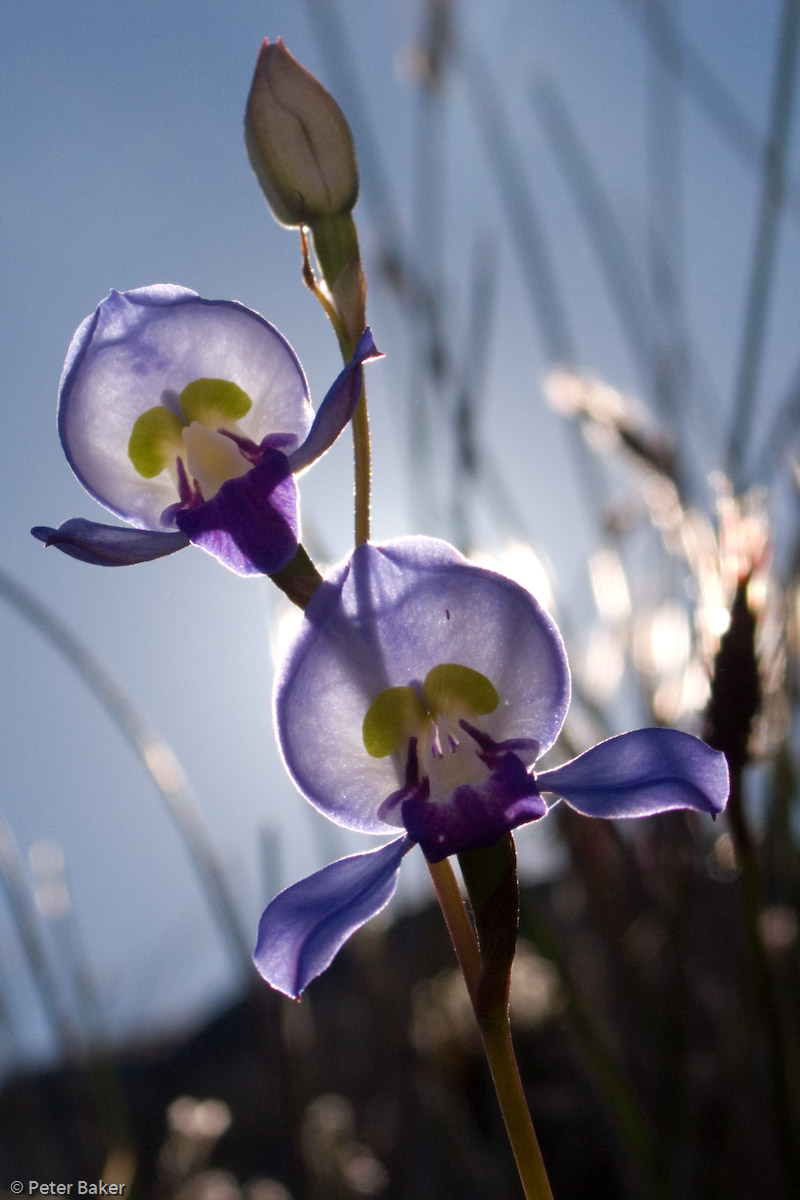
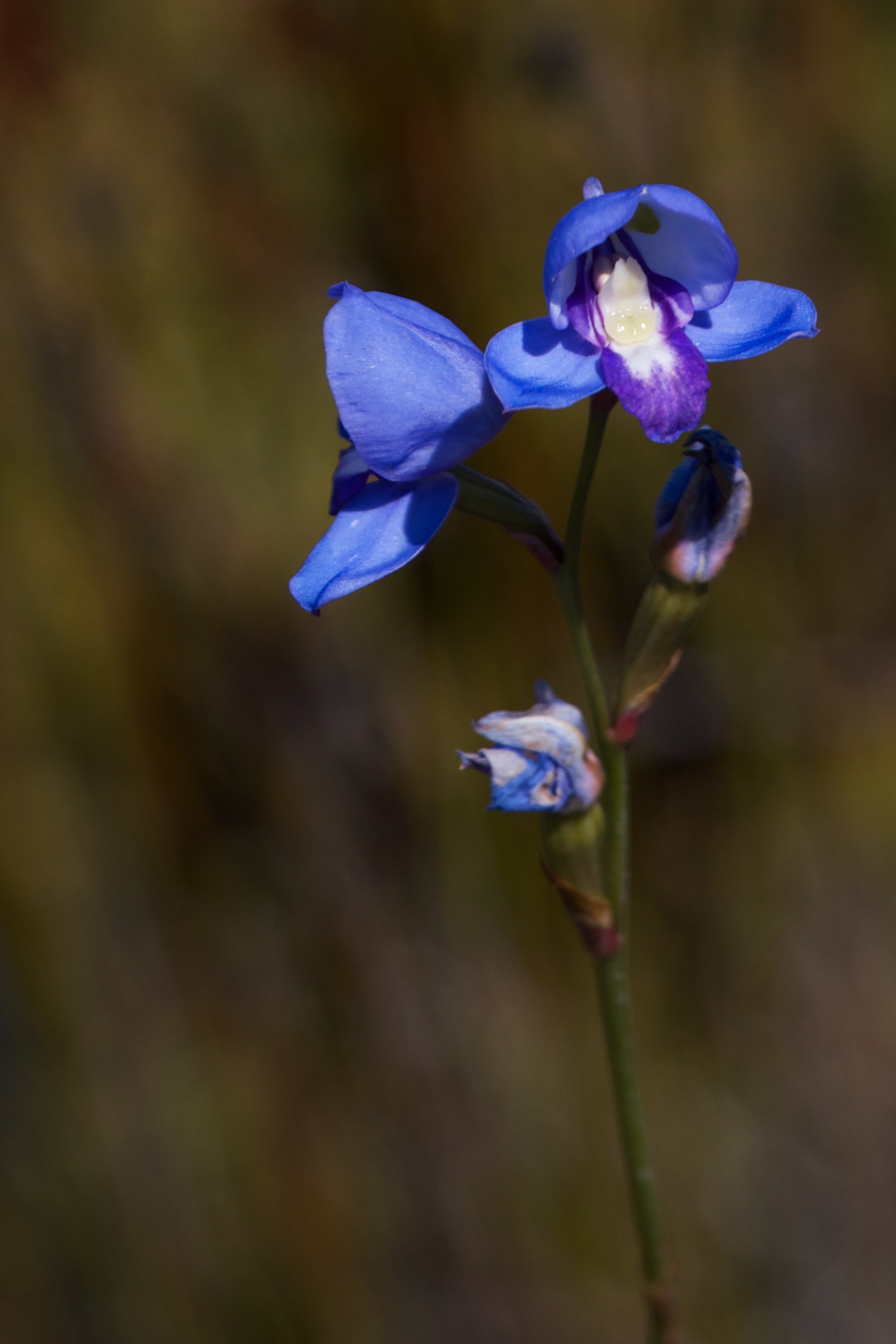
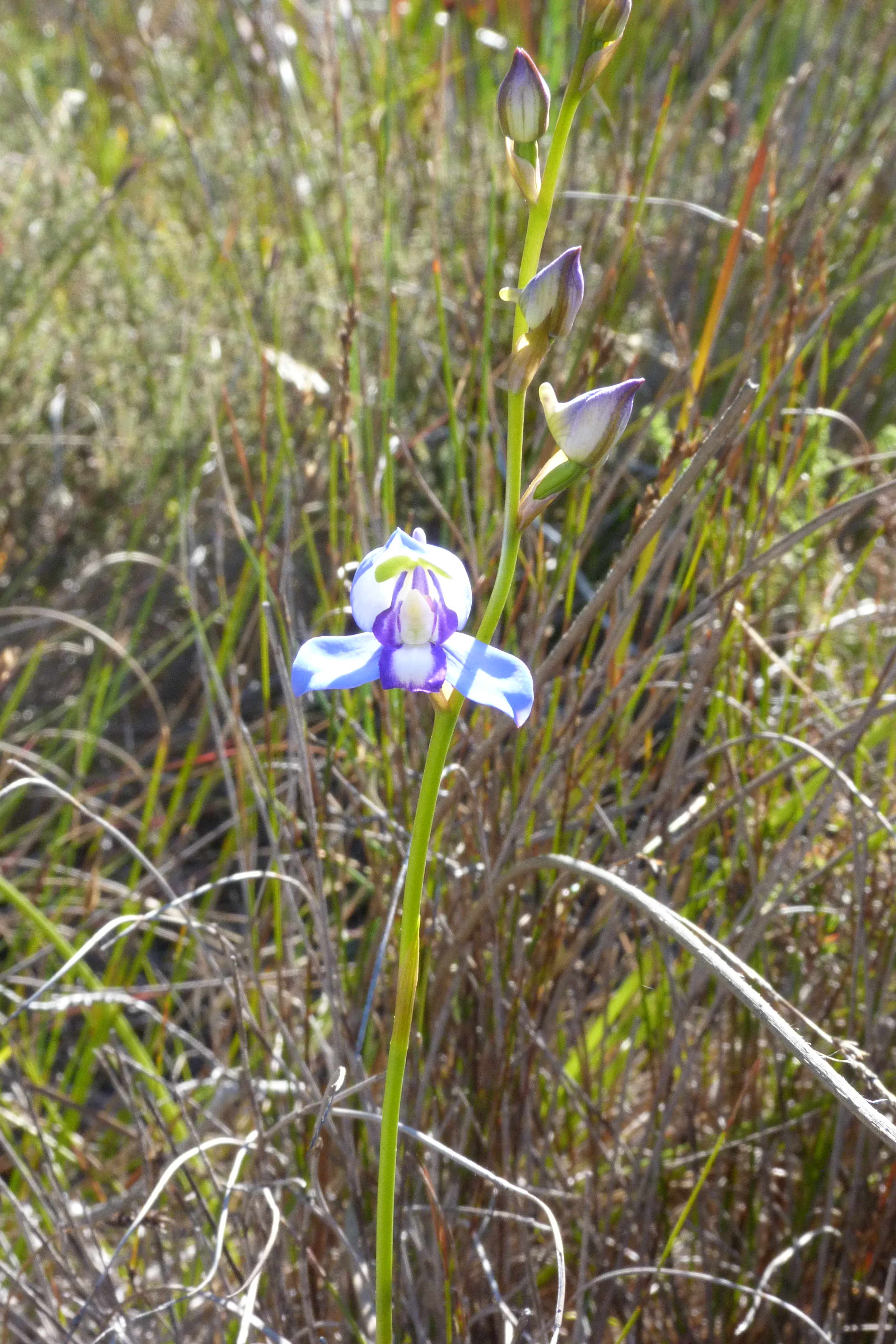
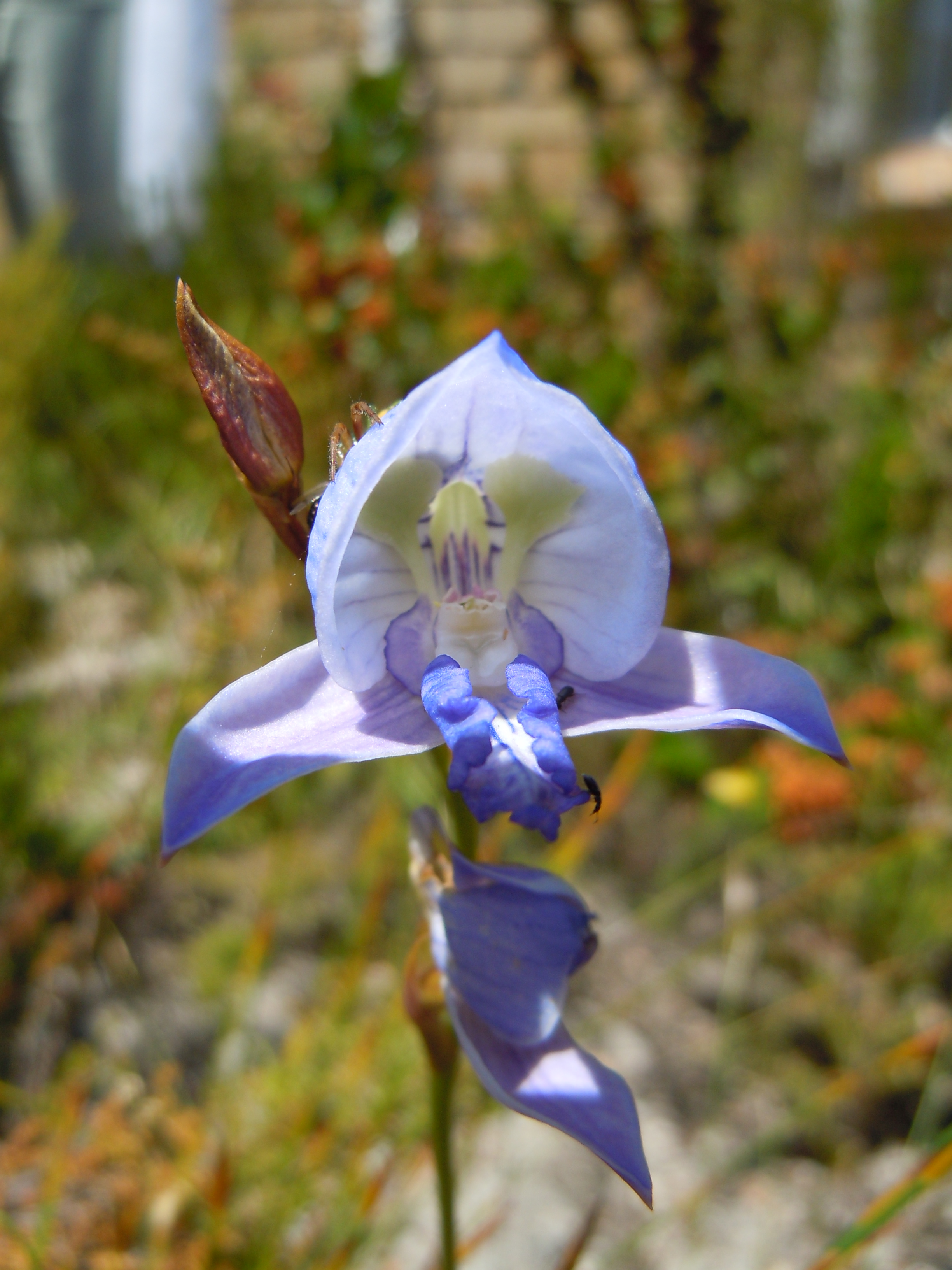